# Dvinia
Dvinia es un género de sinápsido terápsido de la familia Dviniidae hallado en Sokolki en Dvina Septentrional cerca a Kotlas en Óblast de Arcángel, Rusia. Sus fósiles datan del Pérmico Superior y fueron hallados junto a Inostrancevia, Scutosaurus y Dicynodon trautscholdi.
Se trataba de un omnívoro pequeño que poseía una fosa temporal extremadamente grande, típica de los terápsidos avanzados, con poco hueso interponiéndose entre el ojo y la inserción muscular. Se encuentra muy relacionado con la línea evolutiva que condujo a los mamíferos, pero se requiere aún análisis adicionales de Cynodontia. Tiene incisivos pequeños seguidos de dos caninos y 10-14 molares.